# Charles Usher

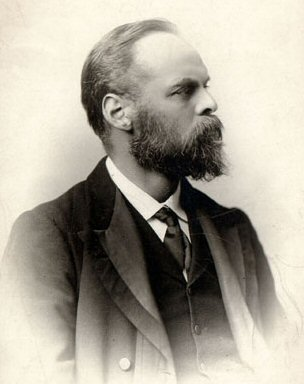
Usher ca. 1900

Charles Howard Usher (Edinburgh, 2 maart 1865 - aldaar, 3 maart 1942) was een Schotse oogarts.
Usher studeerde geneeskunde aan het St Thomas' Hospital in Londen. Na het behalen van zijn doctoraat in 1891 bleef hij bij het St. Thomas onder Edward Netteship (1845 - 1913). Later werd hij oogchirurg bij het Aberdeen Hospital for Sick Children en werkte ook in de Aberdeen Royal Infirmary.
Usher staat bekend om het syndroom dat hij beschreef in een verhandeling getiteld Over de erfelijkheid van retinitis pigmentosa, en de naam syndroom van Usher zou krijgen. Hij baseerde zijn bevindingen op een onderzoek onder 69 personen met visuele problemen, waarbij 19 eveneens problemen met doofheid hadden. Usher toonde aan dat de ziekte erfelijk was, en door de ouders aan de kinderen doorgegeven. Zijn ontdekking was een voortzetting van het werk van de Duitse oogartsen Albrecht von Graefe en Richard Liebreich, die in het midden van de 19e eeuw uitgebreid onderzoek naar retinitis pigmentosa en het verband met doofheid deden.
Met Netteship en Karl Pearson schreef Usher een belangrijk werk over albinisme genoemd A Monograph on Albinism in Man.